# Nakhon Pathom
Nakhon Pathom (język tajski: นครปฐม)  – miasto w środkowej Tajlandii, położone około 50 km na zachód od Bangkoku, stolica prowincji Nakhon Pathom. Uważane jest za najstarsze miasto w Tajlandii. Najstarsze znaleziska archeologiczne pochodzą z VI w., z okresu kultury Dwarawati.
Najważniejszym zabytkiem i atrakcją turystyczną jest słynna stupa Phra Pathom Chedi, najwyższa budowla buddyjska na świecie. W mieście znajduje się również buddyjski żeński klasztor Wat Song Thammakalayani (วัดทรงธรรมกัลยาณี)